# Jizhou, Tianjin
Jizhou  är ett stadsdistrikt i Tianjins storstadsområde i norra Kina. Jizhou fick sitt nuvarande namn och status 8 juni 2016. Dessförinnan var det ett härad med namnet Ji, tidigare stavat Kihsien,.
Distriktet består av ett stadsdelsdistrikt, 25 köpingar och en etnisk minoritetssocken. Dessutom finns en administrativ enhet för ett industriområde. 
Stadsdelsdistrikt:
- Wenchang (文昌街道)

Köpingar:

- Baijian (白涧镇)
- Bangjun (邦均镇)
- Bieshan (别山镇)
- Chuanfangyu (穿芳峪镇)
- Chutouling (出头岭镇)
- Dongerying (东二营镇)
- Dongshigu (东施古镇)
- Dongzhaogezhuang (东赵各庄镇)
- Guanzhuang (官庄镇)
- Houjiaying (侯家营镇)
- Limingzhuang (礼明庄镇)
- Luozhuangzi (罗庄子镇)
- Mashenqiao (马伸桥镇)
- Sangzi (桑梓镇)
- Shangcang (上仓镇)
- Xiacang (下仓镇)
- Xiawotou (下窝头镇)
- Xiaying (下营镇)
- Xilonghuyu (西龙虎峪镇)
- Xujiatai (许家台镇)
- Yangjinzhuang (杨津庄镇)
- Yinliu (洇溜镇)
- Youguzhuang (尤古庄镇)
- Yuyang (渔阳镇)
- Zhouhewan (州河湾镇) - före 2019 Wubaihu (五百户镇)

Etnisk minoritetssocken:
- Sungezuang manzu xiang (孙各庄满族乡) - manchuer